# エバーソン美術館
エバーソン美術館（エバーソンびじゅつかん、Everson Museum of Art）は、アメリカ合衆国ニューヨーク州のダウンタウンシラキュースにある美術館である。

## 歴史
エバーソン美術館は1897年、メトロポリタン美術館建設にも携わった美術史学者ジョージ・コンフォートによって設立された。当初はシラキュース美術館（Syracuse Museum of Fine Arts）と呼ばれていた。